# نیکول آرنت
 نیکول آرنت (انگلیسی: Nicole Arendt؛ زاده ۲۶ اوت ۱۹۶۹) یک تنیس‌باز اهل ایالات متحده آمریکا است.